# تاكيو هيراتا
تاكيو هيراتا (باليابانية: 平田竹男؛ بالكانا: ひらた　たけお) هو دبلوماسي ياباني، ولد في 16 يناير 1960 في أوساكا في اليابان.